# Tecpan de Galeana
Tecpan de Galeana är en kommunhuvudort i Mexiko.   Den ligger i kommunen Técpan de Galeana och delstaten Guerrero, i den södra delen av landet, 290 km sydväst om huvudstaden Mexico City. Tecpan de Galeana ligger 65 meter över havet och antalet invånare är 14 638.
Terrängen runt Tecpan de Galeana är kuperad åt nordost, men åt sydväst är den platt. Runt Tecpan de Galeana är det ganska glesbefolkat, med 22 invånare per kvadratkilometer. Tecpan de Galeana är det största samhället i trakten. Omgivningarna runt Tecpan de Galeana är en mosaik av jordbruksmark och naturlig växtlighet.